# Asier de la Iglesia
Asier de la Iglesia (Zumarraga, Guipúscoa, 5 de gener de 1983) és un jugador de bàsquet basc. Amb 1,98 metres d'alçada, la seva posició a la pista és la d'aler pivot.
Es va formar a les categories inferiors del Goierri KE i va debutar a la Lliga EBA amb l'UFC Zamora la temporada 2003-04. Va jugar en diversos equips d'aquesta categoria i es va proclamar campió la temporada 2012-13 amb el Natra Oñati. També va jugar a LEB Plata amb l'Iraurgi la temporada 2010-11. Amb 29 anys li van diagnosticar esclerosi múltiple i, en no tenir ofertes de cap club de la categoria, va continuar jugant en equips de categoria autonòmica. La malaltia li va provocar un 40% de discapacitat i una falta de sensibilitat gairebé completa en dits i mans. Al cap de cinc anys, la temporada 2017-18 va tornar a l'EBA amb l'Ordizia-Basoa Banaketak, on va fer una mitjana de 17,3 punts, 13,4 rebots i 28,6 de valoració, amb un màxim personal de 23 punts, 23 rebots i 47 de valoració.

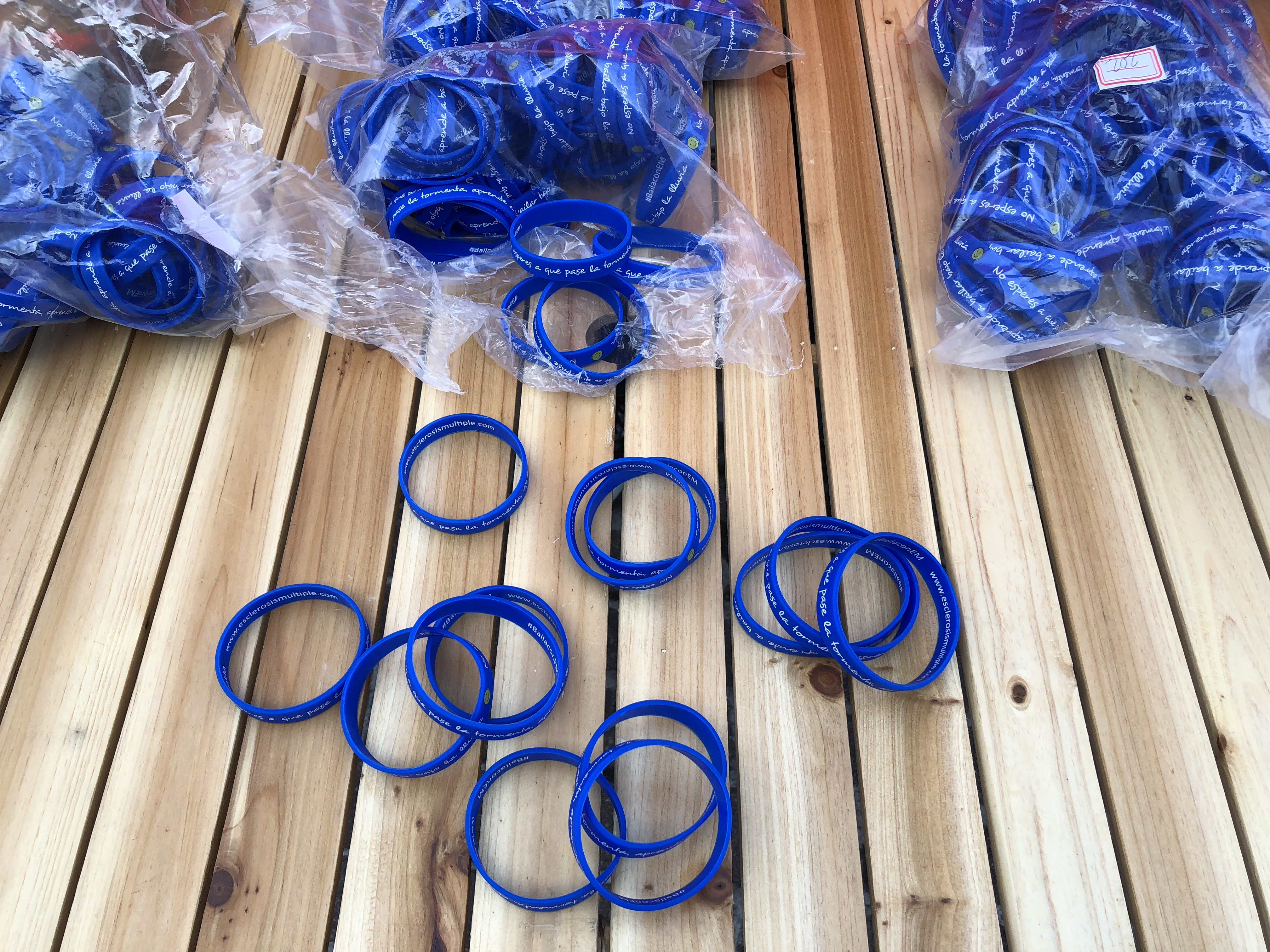
Polseres solidàries per lluitar contra l'esclerosi múltiple

Un cop acabada la temporada del seu retorn a l'EBA va fitxar pel Delteco GBC de la Lliga Endesa per disputar l'últim partit de l'equip a la màxima competició espanyola contra el Joventut de Badalona, i es va convertir en el primer debutant de la Lliga Endesa amb esclerosi múltiple. Abans del partit es van oferir polseres solidàries a canvi d'un donatiu per impulsar l'estudi d'aquesta malaltia. Les polseres portaven imprès el lema No esperis que passi la tempesta, aprèn a ballar sota la pluja. Així, doncs, el partit es va convertir en un acte de suport a la investigació i a la lluita contra l'esclerosi múltiple.
Després de dos anys sense jugar, en el mes de gener de 2022 fitxa pel Torrelodones AD de la categoria «Federación» de la Comunitat de Madrid. L'equip acaba pujant a la Lliga EBA en acabar la temporada i asier renova per una temporada més.